# جاكوب بريمر
جاكوب بريمر (بالفنلندية: Jakob Bremer)‏ هو شخصية أعمال فنلندي، ولد في 19 يونيو 1711 في Västerås domkyrkoförsamling ‏ في السويد، وتوفي في 5 سبتمبر 1790 في توركو في فنلندا.